# .gl
.gl – domena internetowa przypisana do Grenlandii. Została utworzona 8 kwietnia 1994. Zarządza nią TELE Greenland A/S, (Tusass A/S).